# Ectopleura sacculifera
Ectopleura sacculifera är en nässeldjursart som beskrevs av Paul Torben Lassenius Kramp 1957. Ectopleura sacculifera ingår i släktet Ectopleura och familjen Tubulariidae. Inga underarter finns listade i Catalogue of Life.